# Frans-Indië
Frans-Indië is het gebied in de Indiën, met name in het huidige India, dat in min of meerdere mate onder Franse invloed stond of staat. Het hoogtepunt van de Franse politieke invloed in het gebied viel halverwege de 18e eeuw. De Fransen werden in de Carnatische oorlogen door de Britten uit India verdreven, maar kregen als onderdeel van de Vrede van Parijs (1763) enkele steden terug. Uitgezonderd een korte periode tijdens de napoleontische oorlogen bleven deze koloniën tot het midden van de 20e eeuw onder Frans bestuur staan. De grootste ervan, en het bestuurlijke centrum van Frans-Indië, was Pondicherry. De Franse culturele invloed over deze stad is ook in de 21e eeuw nog steeds duidelijk merkbaar.

## Geschiedenis

### De Compagnie des Indes orientales
Na de ontdekking van de zeeroute naar India door Vasco da Gama in 1497 ontstond geleidelijk een stroom van Europese handelaren en huurlingen naar het gebied. Europese avonturiers en huurlingen, waaronder Fransen, dienden in India de inheemse heersers of maakten hun fortuin in de struikroverij, piraterij of handel. De Fransman François Bernier diende vanaf 1658 als arts aan het hof van Mogolkeizer Aurangzeb.
De Franse Compagnie des Indes orientales was vergeleken met de Nederlandse en Britse ondernemingen een relatieve laatkomer. In 1664 richtte de Franse minister Jean Baptiste Colbert, gesteund door de "zonnekoning" Louis XIV deze Compagnie op, naar voorbeeld van de Nederlandse Vereenigde Oostindische Compagnie. In tegenstelling tot de Nederlands compagnie hadden beleggers in de Franse echter geen zeggenschap en lag alle macht bij de Franse regering. Daarom had de compagnie moeite investeerders aan te trekken. Colbert probeerde dit probleem op te lossen door adel en hovelingen te bewegen kapitaal ter beschikking te stellen. Een ex-bestuurder van de V.O.C., François Caron, werd aangesteld als directeur. Caron kreeg de opdracht handel te drijven met India, Siam en China. In 1668 had de Compagnie des Indes factorijen opgericht in Surat (aan de Indiase westkust) en Masulipatnam (oostkust).
Als onderdeel van de Franse oorlog tegen de Nederlandse Republiek beraamden Caron en Colbert het plan de Nederlandse koloniën in het zuiden van India en op Ceylon in te nemen. Een Franse vloot onder admiraal de la Haye arriveerde in maart 1672 in het gebied. De la Haye werd op Ceylon verwelkomd door Rajasinha, de heerser van Kandy, die in de Fransen een bondgenoot tegen de Nederlanders zag. De Fransen namen Trincomalee in en versterkten de fortificaties daar, maar werden al na een paar maanden van het eiland verdreven door de Nederlanders. De la Haye voer daarna noordwaarts langs de Indiase oostkust, waar hij de kustvesting São Tomé innam op de sultan van Golkonda. In 1674 stichtte François Martin verder naar het zuiden langs de Coromandelkust de Franse kolonie Pondicherry. In hetzelfde jaar werd São Tomé door de troepen van Golkonda heroverd, met Nederlandse steun. De la Haye werd als Nederlandse gevangene terug naar Europa gestuurd.
Ondanks deze tegenslag behield de Compagnie enkele factorijen en kolonies in India. In de tweede helft van de 17e eeuw beschikte ze over 12 schepen, waarvan er elk jaar 4 terugkeerden naar Frankrijk. De frequente oorlogen met de Nederlanders en Britten verstoorden de handel echter en dreven de Compagnie tot aan de rand van een bankroet. Tussen 1693 en 1697 bezetten de Nederlanders Pondicherry, en de Franse factorijen in Surat vielen in Britse handen. Pas nadat John Law alle overzeese Franse handelscompagnieën in 1719 samenvoegde tot de Compagnie d’Occident waren de Fransen in staat winst te maken en grootschalig investeerderskapitaal aan te trekken. Op het eiland Mauritius (het Ile de France) werd in 1715 een handelspost ingericht, die als tussenstop op de lange zeereis kon dienen. Franse pogingen Madagaskar te koloniseren liepen echter op niets uit.

### Dupleix en de Carnatische oorlogen
Aan het einde van de 17e eeuw zag India de ineenstorting van de centrale macht in het Mogolrijk, een proces dat zich in de 18e eeuw verder voortzette. Verschillende regionale heersers profiteerden hiervan door onafhankelijk te worden. Deze politieke instabiliteit bood kansen aan de Europeanen om hun invloed uit te breiden. Aan Franse zijde was het vooral Joseph François Dupleix, de ambitieuze gouverneur van Pondicherry, die zich bewust was van de kansen. Dupleix had als doel een groot Frans koloniaal rijk in India te stichten, maar stuitte vooral op desinteresse bij zijn superieuren in Frankrijk.
Tijdens de Eerste Oorlog om de Carnatic (1746-1748) wisten de Fransen de Britse kolonie Madras te bezetten. De Britten zetten de nawab van de Carnatic, Anwaruddin Khan, op tegen de Fransen. Tot tweemaal toe versloegen de Fransen in de strijd tegen de nawab een overmacht van inheemse troepen. De Europese strijdwijze, waarbij infanteristen dicht op elkaar stonden en synchroon op de vijand vuurden, was nieuw in India en bleek aanvallen van inheemse cavalerie tot staan te kunnen brengen. Tot Dupleix' teleurstelling werd de stad later aan de Britten teruggegeven als onderdeel van de Vrede van Aken (1748).
De Europeanen waren in de ogen van inheemse heersers van onbelangrijke handelaren in gewilde bondgenoten veranderd. Dupleix en diens militaire bevelhebber, de markies de Bussy, maakten hiervan gebruik door inheemse pretendenten te steunen en op die manier de Franse invloed te vergroten. Dit leidde tot de Tweede Oorlog om de Carnatic (1749-1754) met de Britten, die de andere partij in deze conflicten steunden en de Franse invloed juist tegen wilden gaan. De oorlog eindigde met de kroning van Muzaffar Jang, de door Dupleix gesteunde pretendent, als nizam van Haiderabad. Uit dankbaarheid benoemde Muzaffar Jang Dupleix tot zijn onderkoning en droeg de kuststrook rond Masulipatnam (de zogenaamde "noordelijke Circars") in zijn geheel over aan de Fransen. Ook werd een permanent Frans garnizoen onder de Bussy in Haiderabad gelegerd. Een soortgelijke installatie van een door Dupleix gesteunde pretendent als nawab van de Carnatic was echter mislukt. De Carnatic bleef een Britse bondgenoot.
Hoewel het Dupleix gelukt was de Franse invloed over een groot deel van het zuiden van India uit te breiden, konden zijn acties niet op de steun van zijn superieuren rekenen. Deze zagen de oorlog met de Britten als bedreiging voor hun handelsbelang. Toen de Britten in 1754 eisten dat Dupleix uit zijn ambt gezet werd, stemden de Fransen hiermee in. Teruggestuurd naar Frankrijk stierf Dupleix in 1763 in grote armoede. Wat de Franse bestuurders niet hadden voorzien, was dat er in 1756 in Europa alweer oorlog tussen Engeland en Frankrijk uit zou breken. Het strijdtoneel in India, de Derde Oorlog om de Carnatic, zag de Britse bevelhebber Robert Clive de Franse koloniën in Bengalen en de noordelijke Circars veroveren. In plaats van de ervaren de Bussy tot bevelhebber in India te benoemen, maakte de Franse regering de vergissing de arrogante graaf Thomas Arthur de Lally naar India te sturen, die niets van het land afwist. Lally boekte aanvankelijk overwinningen op de Britten in de Carnatic, maar werd bij Wandiwash verslagen door Eyre Coote. Na een jaar in Pondicherry te zijn belegerd gaf hij zich in 1761 over. De stad werd bij de Vrede van Parijs (1763) teruggegeven aan de Fransen, maar de nederlaag betekende het einde van de Franse ambities een groot koloniaal rijk te stichten. Lally werd als zondebok in een showproces ter dood veroordeeld en in 1766 in Parijs onthoofd.

## Einde van Frans bestuur
In 1954 kwam het tot een volksraadpleging over de vraag of de kolonies als "vrije steden" in de Franse Unie zouden blijven of zich aansluiten bij India. Alleen de stad Chandannagar koos op dat moment voor aansluiting. De overige steden volgden in 1956 (staatsrechtelijk in 1962) en vormden het huidige unieterritorium Pondicherry.
De Franse koloniën in India (Frans : Établissements français de l'Inde) bestonden vanaf de napoleontische oorlogen uit de volgende delen:
- Yanam, Godavaridelta; in 1751 verworven
- Karaikal, Cormandelkust; in 1738 verworven
- Pondicherry, Coromandelkust; in 1674 verworven
- Mahé, Malabarkust; in 1721 verworven
- Chandannagar, ten noorden van Calcutta